# 釜山近代历史馆

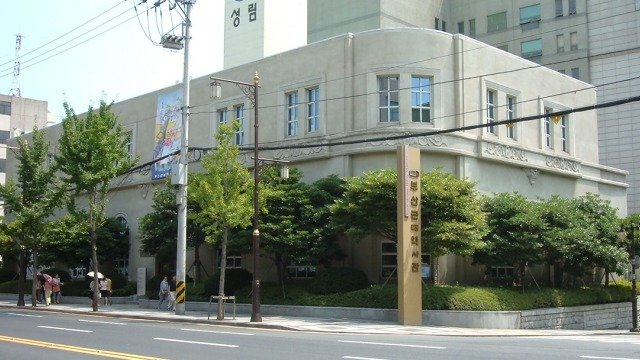
釜山近代历史馆

釜山近代历史馆 (부산근대역사관) 是韩国釜山的一个博物馆。
该建筑建于朝鮮日治時期，原为东洋拓殖株式会社，是日本负责殖民韩国的机关。1945年韩国解放后，曾用作美国新闻署，1982年在此发生抗议学生釜山美国文化院放火事件 。